# 1865 ve fotografii

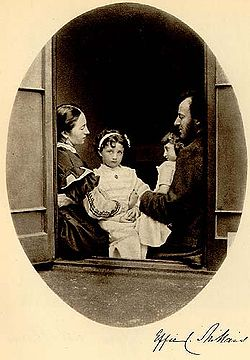
Lewis Carroll: Effie Gray Millais, John Everett Millais a jejich dcery Effie a Mary na adrese 7 Cromwell Place v Londýně, 21. července 165

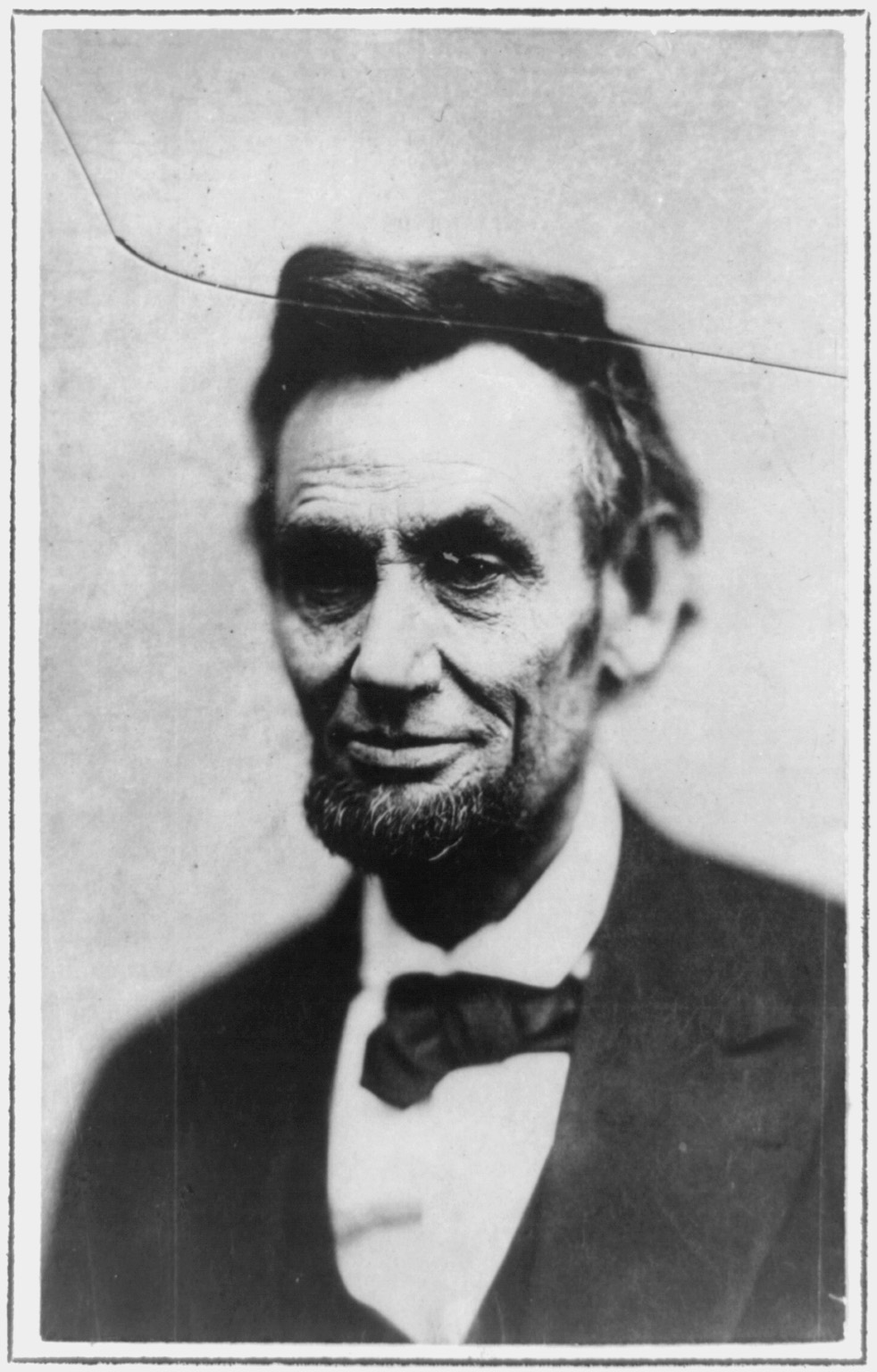
Alexandr Gardner: Portrét Lincolna na prasklém sklíčku, který je všeobecně považován za poslední Lincolnovu fotografii před jeho smrtí. Byla exponována v Gardnerově studiu 10. dubna 1865 a prezident byl zabit o 5 dní později.

Tento článek obsahuje významné fotografické události v roce 1865.

## Události
- 21. července – Lewis Carroll fotografoval Effie Gray Millais, malíře Johna Everetta Millaise a jejich dcery Effie a Mary na adrese 7 Cromwell Place v Londýně.
- Alexandr Gardner pořídil portrét Abrahama Lincolna na prasklém sklíčku, který je všeobecně považován za poslední Lincolnovu fotografii před jeho smrtí. Byla exponována v Gardnerově studiu 10. dubna 1865 a prezident byl zabit o 5 dní později.

## Narození v roce 1865
- 7. ledna – George Grantham Bain, americký fotograf († 20. dubna 1944)
- 9. února – Wilson Bentley, americký fotograf sněhových vloček († 23. prosince 1931)
- 19. února – Sven Hedin, švédský topograf, cestovatel a fotograf († 26. listopadu 1952)
- 24. února – Marianne Stroblová, rakouská fotografka původem z Čech, průkopnice průmyslové fotografie v Rakousku-Uhersku, dokumentovala městskou infrastrukturu, staveniště, plynojemy, interiéry a také lodě († 13. února 1917)
- 2. března – Ludvig Forbech, norský fotograf († 29. dubna 1942)
- 12. dubna – Juli Soler i Santaló, španělský inženýr a fotograf († 30. dubna 1914)
- 14. dubna – Peter P Lundh, švédský fotograf († 1. října 1943)
- 6. června – Karl Blossfeldt, německý fotograf a sochař († 9. prosince 1932)
- 10. června – Gustav Borgen, norský fotograf († 16. srpna 1926)
- 12. června – Anders Beer Wilse, norský fotograf († 21. února 1949)
- 18. června – Théodore-Henri Fresson, francouzský agronom, fotograf a vynálezce fotografického tisku (†  15. července 1951)
- 22. srpna – Herman Hamnqvist, švédský dvorní fotograf († 7. ledna 1946)
- 7. září – Joseph Jessurun de Mesquita, nizozemský fotograf († 1. dubna 1890)
- 19. září – Frank Eugene, americký malíř a fotograf († 16. prosince 1936)
- 12. listopadu – Into Konrad Inha, finský fotograf a spisovatel († 3. dubna 1930)
- 12. prosince – Karel Goszler, český účetní soudní revident, kontrolor Občanské záložny, spoluzakladatel OKČT Louny a fotograf († 14. června 1936)
- 22. prosince – John Boyd, kanadský amatérský fotograf († 14. dubna 1941)
- ? – Charles Spindler, fotograf († ?)
- ? – Georges Maroniez, fotograf († ?)
- ? – Alfred Raquez, fotograf († ?)
- ? – Lucien Merger, fotograf († ?)
- ? – Mariano Moreno García, španělský fotograf († ?) (25. března 1865 – 17. prosince 1925)
- ? – Louis Vert, fotograf († ?)
- ? – Paul Robert, fotograf († ?)
- ? – Arnold Henry Savage Landor, fotograf († ?)
- ? – Giuseppe Avallone, fotograf († ?)
- ? – Walter S. Bowman, americký fotograf; průvody, železniční scény, tance, studiové portréty, domorodé Američany (8. února 1865 – 27. listopadu 1938)
- ? – Pauline Schmidtová, profesionální dánská kouzelnice a fotografka, provozovala vlastní studio ve finském Tampere (5. září 1865 – 14. června 1944)
- ? – Anna Backlundová, švédská fotografka, působila v Göteborgu, novinářská fotografie, pohlednice a městské veduty (23. února 1865 – 19. listopadu 1920)

## Úmrtí v roce 1865
- 19. ledna – Clementina Hawarden, britská portrétní fotografka (* 1. června 1822)
- 9. února – Levi Hill, vynálezce barevné fotografie (* 26. února 1816)
- 29. března – Giacomo Caneva, italský fotograf (* 1813)
- 18. června – Gaspard-Pierre-Gustave Joly, francouzský obchodník a fotograf (* 5. února 1798)
- 28. července – Firmin Eugène Le Dien, francouzský fotograf aktivní v Římě (* 17. prosince 1817)
- 31. října – Alfonso Begué, španělský fotograf (* 23. ledna 1834)
- 2. prosince – Rafael Castro Ordóñez, španělský fotograf (* 1830 nebo 1834)
- ? – Livernois, fotograf (* ?)
- ? – Gustave Viaud, fotograf (* ?)
- ? – Adolphe Duperly, fotograf (* ?)

## Galerie

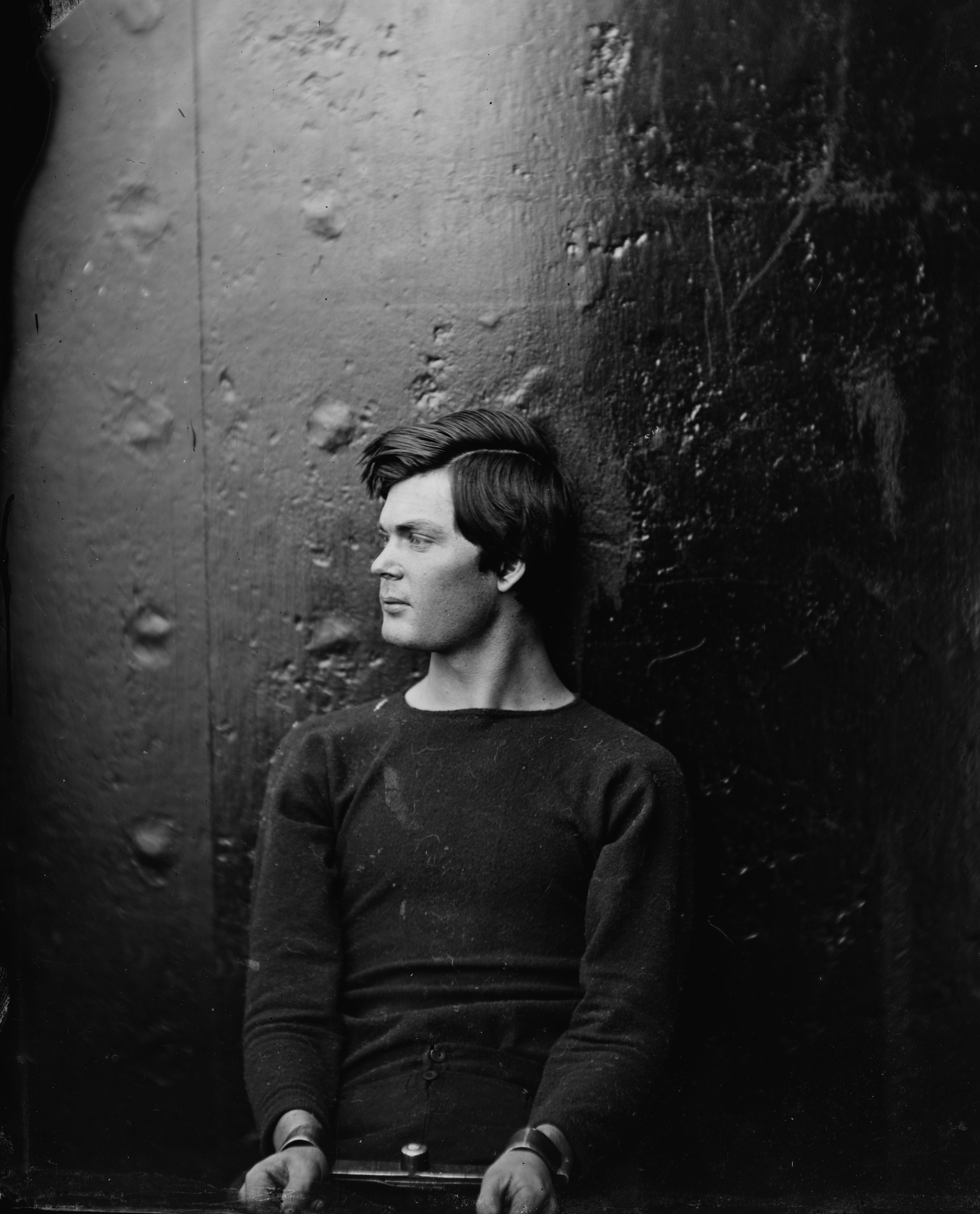
Alexandr Gardner: Detail tváře Lewise Powella, zatčeného spiklence po vraždě, 1865
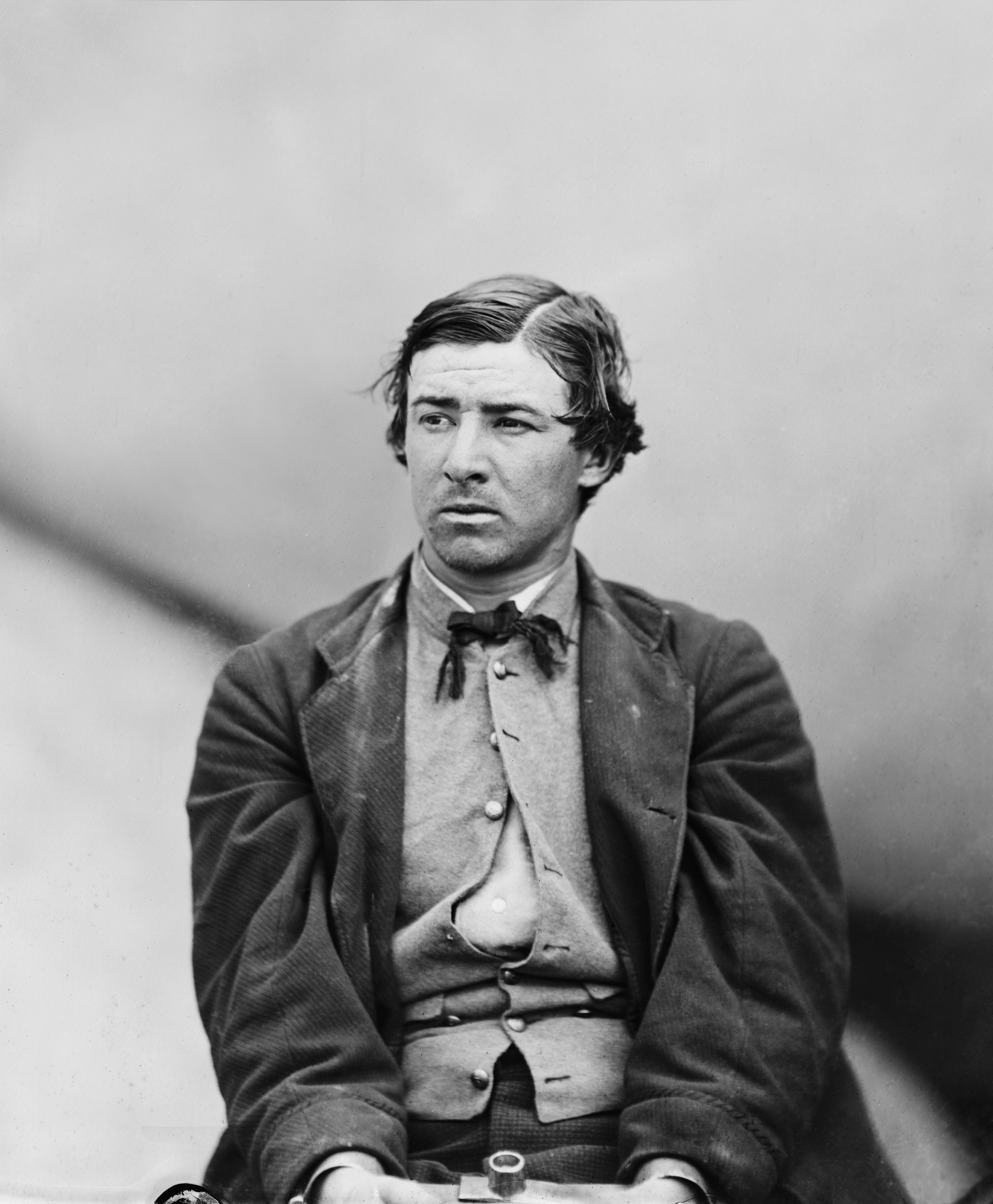
Alexandr Gardner: Detail tváře Davida Herolda, zatčeného konspirátora po vraždě, 1865
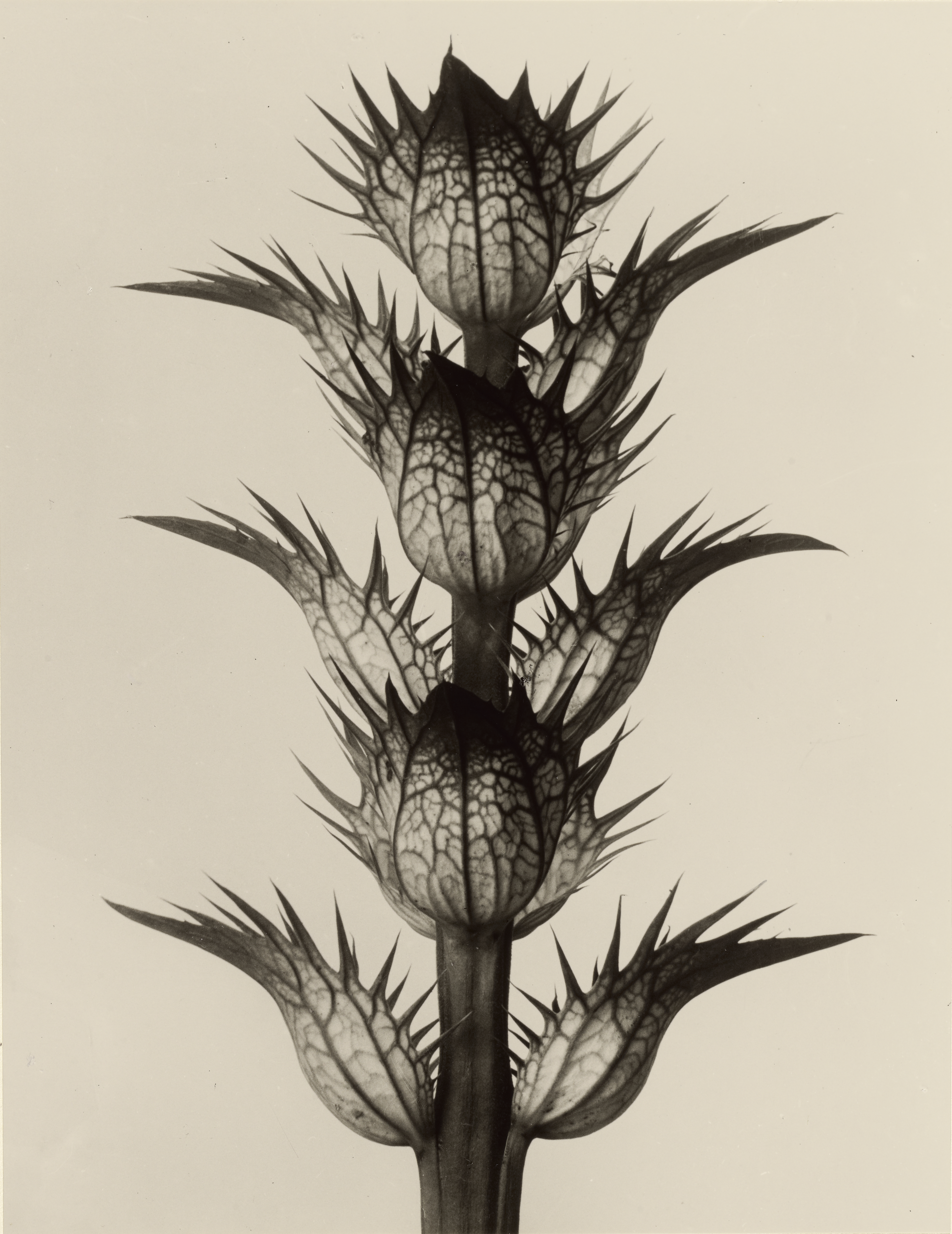
Karl Blossfeldt: Acanthus mollis, 1928
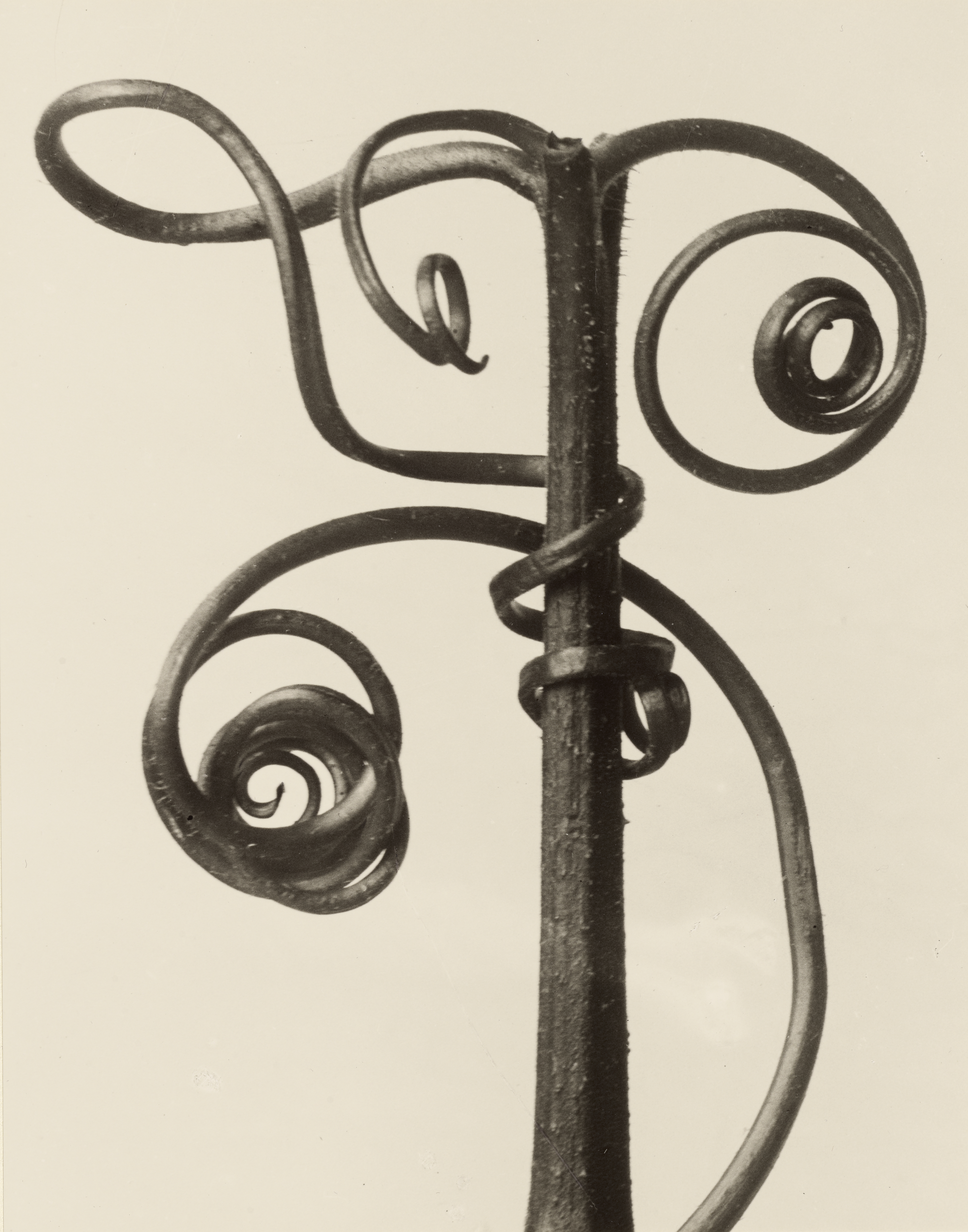
Karl Blossfeldt: Cucurbita, 1928
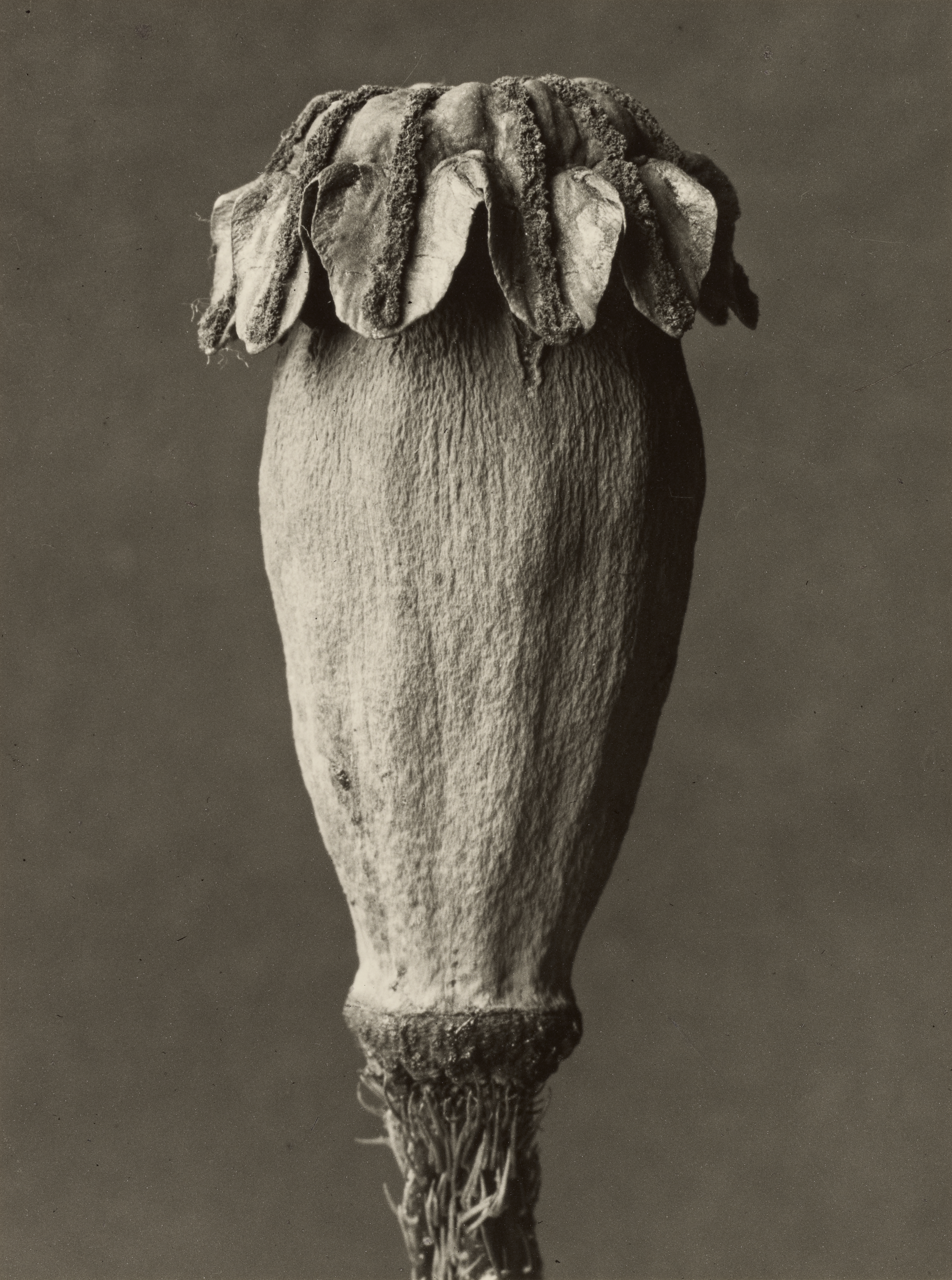
Karl Blossfeldt: Papaver orientalis, 1928–1932
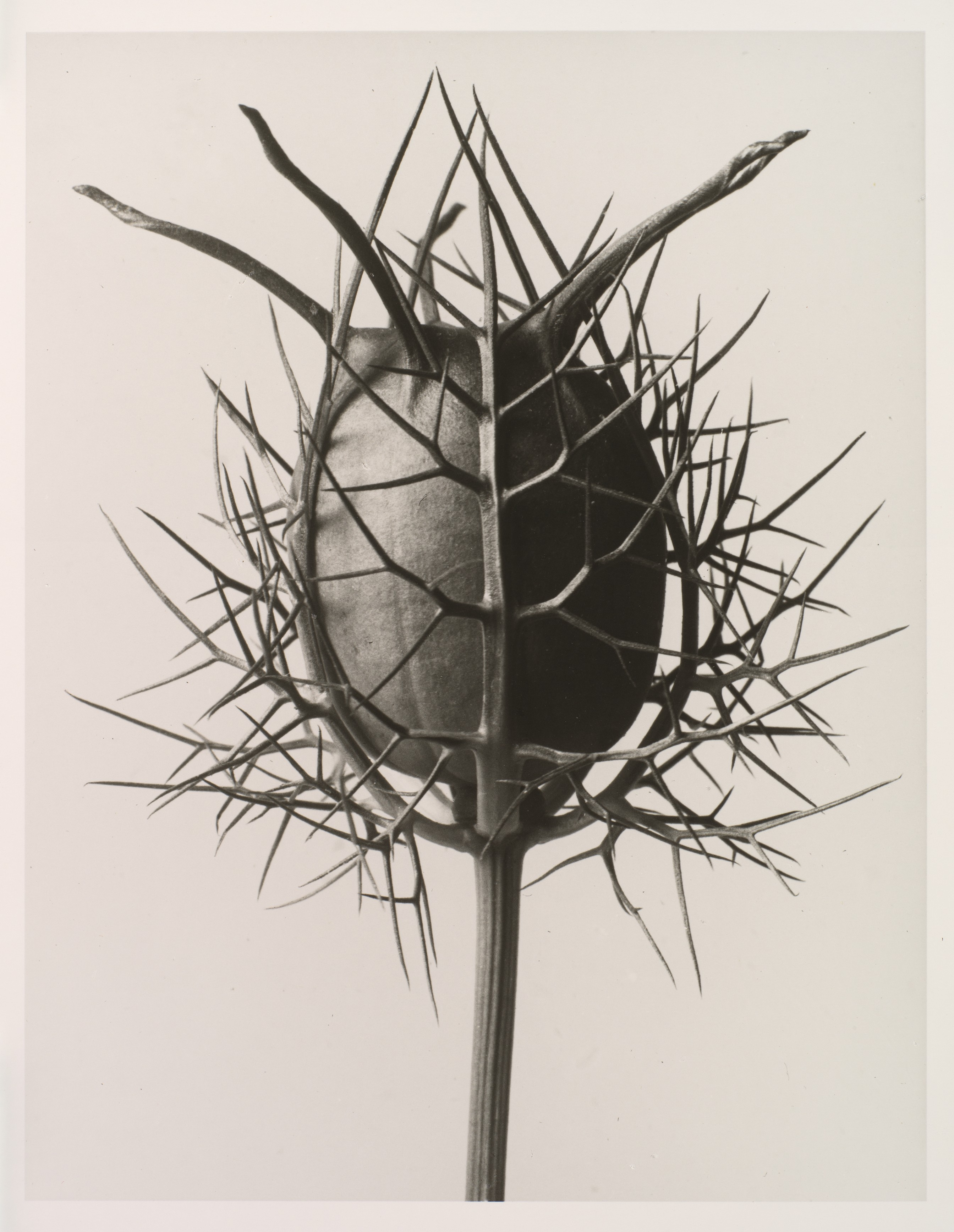
Karl Blossfeldt: Nigella Damascena Spinnenkopf
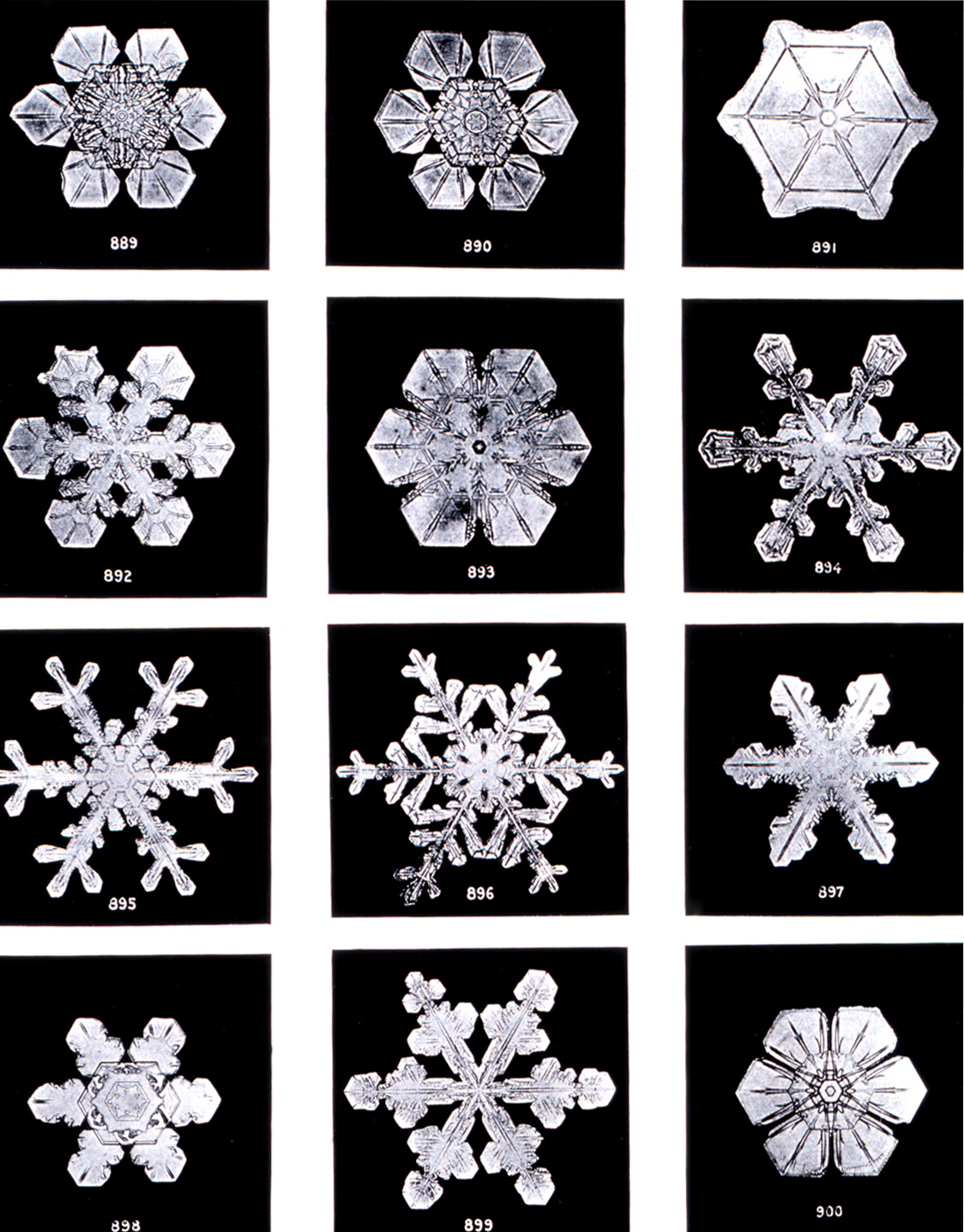
Wilson Bentley: Mikrofotografie sněhových vloček z roku 1902